# BitComet
A BitComet egy BitTorrent kliens, melyet C++-ban írtak Microsoft Windows platformra.

## Áttekintés
A BitComet egy ingyenesen használható p2p fájlcserélő szoftver, amely teljesen kompatibilis a BitTorrenttel, ami az egyik legnépszerűbb p2p protokoll.
Támogatja a szimultán letöltéseket, a letöltések sorba rendezését, a kiválasztott letöltéseket (egy-egy torrent csomagon belül), a gyors folytatást, a chatet, képes cache-t használni, beállítható sebességlimit, támogatja az UPnP-t, a proxykat, a peereket szűrhetjük IP-cím szerint.
Többféle proxyt is használhatunk: SOCKS 4(a), SOCKS 5, illetve HTTP 1.1 protokollt használót.
A BitComet egy beépített Internet Explorer ablakkal érkezik, amellyel egyszerűen kereshetünk .torrent fájlokat. A .torrent index oldalak egy általános listája megtalálható benne (de sok a szkripthiba), amit a felhasználók módosíthatnak – kitörölhetnek rosszminőségűeket és hozzáadhatnak hiányzókat.

## A BitComet DHT probléma
A 0.59-es és a 0.60-as verziókban nem volt megfelelő a DHT kezelése. A program nem vette figyelembe a .torrent fájlok 'privát' jelzését, így a szoftver nem volt alkalmas a privát trackerekkel való együttműködésre. A 0.61-es verziótól ez hiba megszűnt, de egyéb problémák még mindig akadnak, amelyek miatt a BitComet ki van tiltva néhány trackerről.

## Lásd még
- BitTorrent
- Vuze
- Bitspirit